# Schizura deba
Schizura deba är en fjärilsart som beskrevs av Druce 1894. Schizura deba ingår i släktet Schizura och familjen tandspinnare. Inga underarter finns listade.